# Песня первой любви
«Песня первой любви» (арм. Առաջին սիրո երգը) — армянский советский фильм режиссёров Юрия Ерзинкяна и Лаэрта Вагаршяна. Фильм вышел на экраны кинотеатров в 1958 году.

## Сюжет
Старый ереванский двор. Свой мир. Молодой певец Арсен Варунц (актёр Хорен Абрамян), рано познавший славу, не может справиться с её бременем. Распадается семья, пропадает голос. Любящий жену Арсена молодой архитектор помогает ему вновь обрести веру в свой талант и вернуть любовь жены.

## Песни
Фильм получил признание зрителей не только благодаря прекрасной игре актёров, но и запоминающимся песням, звучащим в фильме. Это был первый советский послевоенный фильм, в котором прозвучал джаз. Исполнителем основной песни фильма, которая дала ему название, является Сергей Петрович Давидян. Автором музыки этой песни, как и широко известных песен «Еревани сирун ахчик» («Ереванская красавица»), «Им Ереван» («Мой Ереван»), «Ду им сиро арев» («Ты всех милей и нежней»), также звучащим в этом фильме, является Арно Бабаджанян. Оркестровка песни принадлежит Лазарю Сарьяну. Впоследствии песня «Первой любви» стала одним из шлягеров конца 50-х годов и почти ежедневно звучала по радио в исполнении Рашида Бейбутова. Среди современных исполнителей песни следует отметить Александра Буйнова.

## В ролях
- Хорен Абрамян — Арсен
- Грачья Нерсесян — Варунц
- Эмилия Судакова — Рузанна
- Семён Соколовский — Варужан
- Вагарш Вагаршян — Мелик-Нубарян
- Ольга Гулазян — Мать Варужана
- Согомонян А. — Оник
- Тер-Семёнов, Николай Георгиевич — Мамиконян
- Мириджанян, Верджалуйс (Виргиния) Карповна — Парандзем
- Тамара Киманян-Ланько — Офелия
- Селимханов А. — Додик
- Грикуров Иван Григорьевич — экскаваторщик
- Бахчинян Т.
- Гарагаш Анна
- Ген-Шахназарян Гурген Шахназарович
- Татул Дилакян
- Амасий Мартиросян
- Костанян Мурад Константинович

Песни исполняет Сергей Давидян

## Съёмочная группа
- Авторы сценария: Ж. Акопян, Яков Волчек
- Режиссёры: Юрий Ерзинкян, Лаэрт Вагаршян
- Оператор-постановщик: Арташес Джалалян
- Художник: Валентин Подпомогов,Рафаэль Бабаян
- Композиторы: Арно Бабаджанян, Лазарь Сарьян
- Тексты песен: Н. Адамян и Гарольд Регистан
- Звукорежиссёр: Нина Джалалян
- Монтаж: Валентина Айказян